# Associazione Calcio Mantova 1948-1949
Questa voce raccoglie le informazioni riguardanti l'Associazione Calcio Mantova nelle competizioni ufficiali della stagione 1948-1949.

## Stagione
Nella stagione 1948-1949 il Mantova declassato in Serie C si piazza al quinto posto nel girone B con 43 punti. Il campionato ha promosso in Serie B l'Udinese che lo ha vinto con 54 punti.
In casa mantovana si rinnovano le cariche societarie con Attilio Campana presidente ad interim prima del ritorno di Ennio Avanzini. La squadra biancoceleste è affidata a Giovanni Busani che oltre ad allenare è il portiere della squadra. Dopo una flessione a metà dicembre tocca a Guglielmo Reggiani tornare ad allenarla, aiutato da Ennio Vaini. Come al solito, quando ad occuparsi del Mantova è il "vecio", si fa un pronto ritorno in alta classifica. Per Reggiani sarà l'ultima stagione sulla panca mantovana, chiude con oltre cinquecento tra partite ufficiali e non ufficiali. Miglior realizzatore stagionale biancoceleste sarà l'ala Ferruccio Azzarini autore di nove reti.

## Rosa
| N. |                   | Ruolo | Calciatore         |
| -- | ----------------- | ----- | ------------------ |
|    | Italia (bandiera) | D     | Romano Agostinelli |
|    | Italia (bandiera) | A     | Ferruccio Azzarini |
|    | Italia (bandiera) | A     | Mario Brena        |
|    | Italia (bandiera) | P     | Giovanni Busani    |
|    | Italia (bandiera) | A     | Alcide Canani      |
|    | Italia (bandiera) | A     | Bruno Cavicchi     |
|    | Italia (bandiera) | A     | Carlo Confalonieri |
|    | Italia (bandiera) | D     | Guido Evoldi       |
|    | Italia (bandiera) | C     | Giuseppe Ferraguti |
|    | Italia (bandiera) | C     | Festi              |
|    | Italia (bandiera) | C     | Ermanno Frattini   |
|    | Italia (bandiera) | P     | Mario Ghirardi     |
|    | Italia (bandiera) | A     | Galeazzo Giordano  |

| N. |                   | Ruolo | Calciatore        |
| -- | ----------------- | ----- | ----------------- |
|    | Italia (bandiera) | A     | Romano Giovannini |
|    | Italia (bandiera) | A     | Pietro Gola       |
|    | Italia (bandiera) | D     | Augusto Mazzucato |
|    | Italia (bandiera) | D     | Pasquale Nasti    |
|    | Italia (bandiera) | A     | Ciro Pavarini     |
|    | Italia (bandiera) | A     | Ermes Perazzoli   |
|    | Italia (bandiera) | D     | Eraldo Pezzini    |
|    | Italia (bandiera) | A     | Gianni Raineri    |
|    | Italia (bandiera) | C     | Mario Sguaitzer   |
|    | Italia (bandiera) | A     | Rolando Vicovaro  |
|    | Italia (bandiera) | D     | Luigi Visintainer |
|    | Italia (bandiera) | C     | Antonio Vismara   |

## Serie C girone B

### Girone di andata
| Arbitro: | Melgari (Bergamo) |

|                                                                  |           |            |
| Frattini 44’ (rig.) Vismara 47’ Confalonieri 66’ Agostinelli 76’ | Marcatori | 90’ Moneta |

| Arbitro: | Martorana (Trieste) |

|                               |           |  |
| Lombardi 10’ Dalle Vacche 16’ | Marcatori |  |

| Arbitro: | Sinico (Verona) |

|                                                   |           |                    |
| Giovannini 22’ Vicovaro 25’, 37’ Confalonieri 45’ | Marcatori | 7’, 17’, 75’ Persi |

| Arbitro: | Zago (Belluno) |

|                            |           |                  |
| Cremonesi 45’ Stellini 68’ | Marcatori | 74’ (aut.) Cocco |

| Arbitro: | Ferrazzi (Milano) |

|                     |           |            |
| Frattini 43’ (rig.) | Marcatori | 20’ Peloso |

| Arbitro: | Grassetto (Padova) |

|                                   |           |              |
| Fedele 15’ Buzzin 20’ Zanello 80’ | Marcatori | 40’ Azzarini |

| Arbitro: | Franchi (Monfalcone) |

|                                |           |  |
| Giovannini 2’ Confalonieri 55’ | Marcatori |  |

| Arbitro: | Marchioli (Udine) |

|  |           |          |
|  | Marcatori | 27’ Gola |

| Arbitro: | Martorana (Trieste) |

|              |           |  |
| Vicovaro 90’ | Marcatori |  |

| Arbitro: | Lucci (Firenze) |

|                         |           |  |
| Calveri 27’ Zennaro 53’ | Marcatori |  |

| Arbitro: | Rigato (Mestre) |

|             |           |  |
| Barbero 41’ | Marcatori |  |

| Mantova 12 dicembre 1948 12ª giornata | Mantova           | 0 – 0 | Centese | Stadio John Robert Nation\| Arbitro: \| Vilella (Trieste) \| |
| Arbitro:                              | Vilella (Trieste) |       |         |                                                              |

| Arbitro: | Masseroni (Ascoli Piceno) |

|                                          |           |                                         |
| Ampollini 1’ Bonaccorsi 41’ Brunetti 49’ | Marcatori | 46’ (aut.) Mantovani 89’ (rig.) Vismara |

| Arbitro: | Ciriotto (Venezia) |

|                             |           |  |
| Giovannini 56’ Vicovaro 75’ | Marcatori |  |

| Arbitro: | Molon (Verona) |

|                                |           |                                               |
| Azzarini 31’, 40’ Vicovaro 77’ | Marcatori | 28’ Rebuzzi 68’ (rig.) Bonassi 73’ Mussinelli |

| Arbitro: | Michieletto (Mestre) |

|                 |           |  |
| Bicego 13’, 26’ | Marcatori |  |

| Arbitro: | Pirali (Gallarate) |

|  |           |                |
|  | Marcatori | 80’ Giovannini |

| Arbitro: | Marchioli (Udine) |

|              |           |  |
| Azzarini 26’ | Marcatori |  |

| Arbitro: | Amoruso (Biella) |

|                               |           |           |
| Alghisi 52’ Gottardo 55’, 89’ | Marcatori | 25’ Festi |

### Girone di ritorno
| Arbitro: | Puleo (Torino) |

|            |           |              |
| Fovana 72’ | Marcatori | 24’ Frattini |

| Arbitro: | Valsecchi (Milano) |

|                              |           |                  |
| Vicovaro 13’ Gola 78’ (rig.) | Marcatori | 42’ Dalle Vacche |

| Arbitro: | Zago (Belluno) |

|                         |           |  |
| Gordini 53’ Poropat 59’ | Marcatori |  |

| Arbitro: | Brassi (Pavia) |

|                   |           |  |
| Azzarini 27’, 35’ | Marcatori |  |

| Arbitro: | Righi (Milano) |

|                       |           |                                |
| Peloso 1’ Maestri 28’ | Marcatori | 33’, 54’ Frattini 80’ Vicovaro |

| Arbitro: | Liverani (Torino) |

|                 |           |  |
| Confalonieri 6’ | Marcatori |  |

| Arbitro: | Fumagalli (Milano) |

|                     |           |                  |
| Mazzucato 6’ (aut.) | Marcatori | 47’ Confalonieri |

| Arbitro: | Puleo (Torino) |

|             |           |  |
| Giordano 6’ | Marcatori |  |

| Arbitro: | Ferrari Aggradi (Firenze) |

|           |           |  |
| Ruzza 35’ | Marcatori |  |

| Arbitro: | Agnolin (Bassano del Grappa) |

|          |           |  |
| Gola 90’ | Marcatori |  |

| Arbitro: | Brigo (Torino) |

|                                    |           |                        |
| Azzarini 62’, 69’ Confalonieri 90’ | Marcatori | 36’ Margarita 57’ Vanz |

| Arbitro: | Rosso (Casale Monferrato) |

|            |           |           |
| Boriani 6’ | Marcatori | 87’ Brena |

| Arbitro: | Marchioli (Udine) |

|           |           |             |
| Brena 45’ | Marcatori | 46’ Fichera |

| Arbitro: | Perego (Milano) |

|  |           |                       |
|  | Marcatori | 28’ Azzarini 65’ Gola |

| Arbitro: | Pignataro (Torino) |

|  |           |          |
|  | Marcatori | 64’ Gola |

| Mantova 29 maggio 1949 35ª giornata | Mantova               | 0 – 0 | Udinese | Stadio John Robert Nation\| Arbitro: \| Zilli (Reggio Emilia) \| |
| Arbitro:                            | Zilli (Reggio Emilia) |       |         |                                                                  |

| Arbitro: | Pallavicini (Brescia) |

|               |           |                            |
| Gola 42’, 56’ | Marcatori | 68’ Pavanello 78’ Andrioli |

| Arbitro: | Ravelli (Firenze) |

|                            |           |               |
| Vernocchi 16’ Lucchini 71’ | Marcatori | 68’ Perazzoli |

| Arbitro: | Barone (Lecco) |

|  |           |             |
|  | Marcatori | 86’ Alghisi |